# Leucopogon appressus
Leucopogon appressus är en ljungväxtart som beskrevs av Robert Brown. Leucopogon appressus ingår i släktet Leucopogon och familjen ljungväxter. Inga underarter finns listade i Catalogue of Life.